# 金宝汤公司

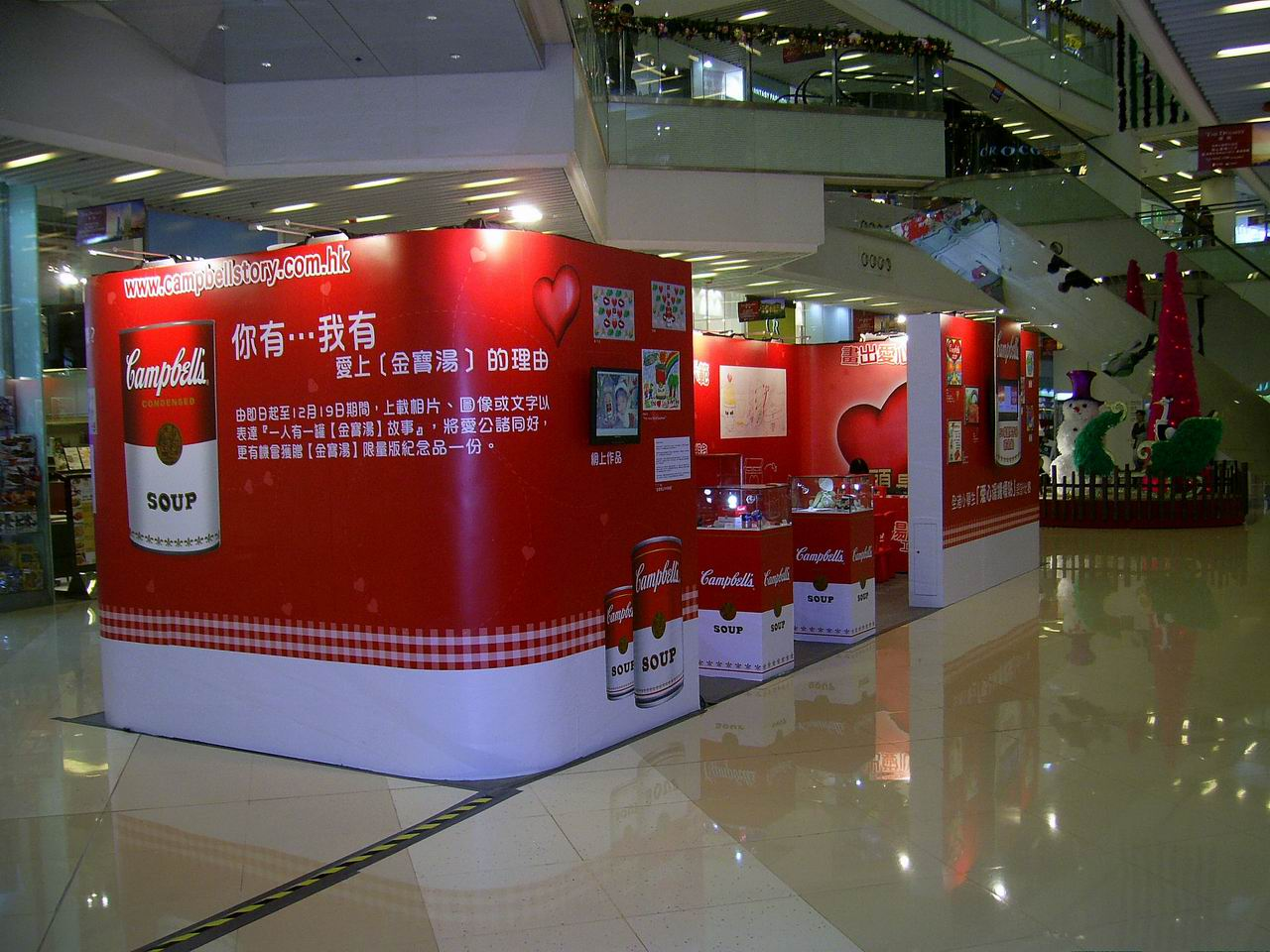
金寶湯推廣攤位

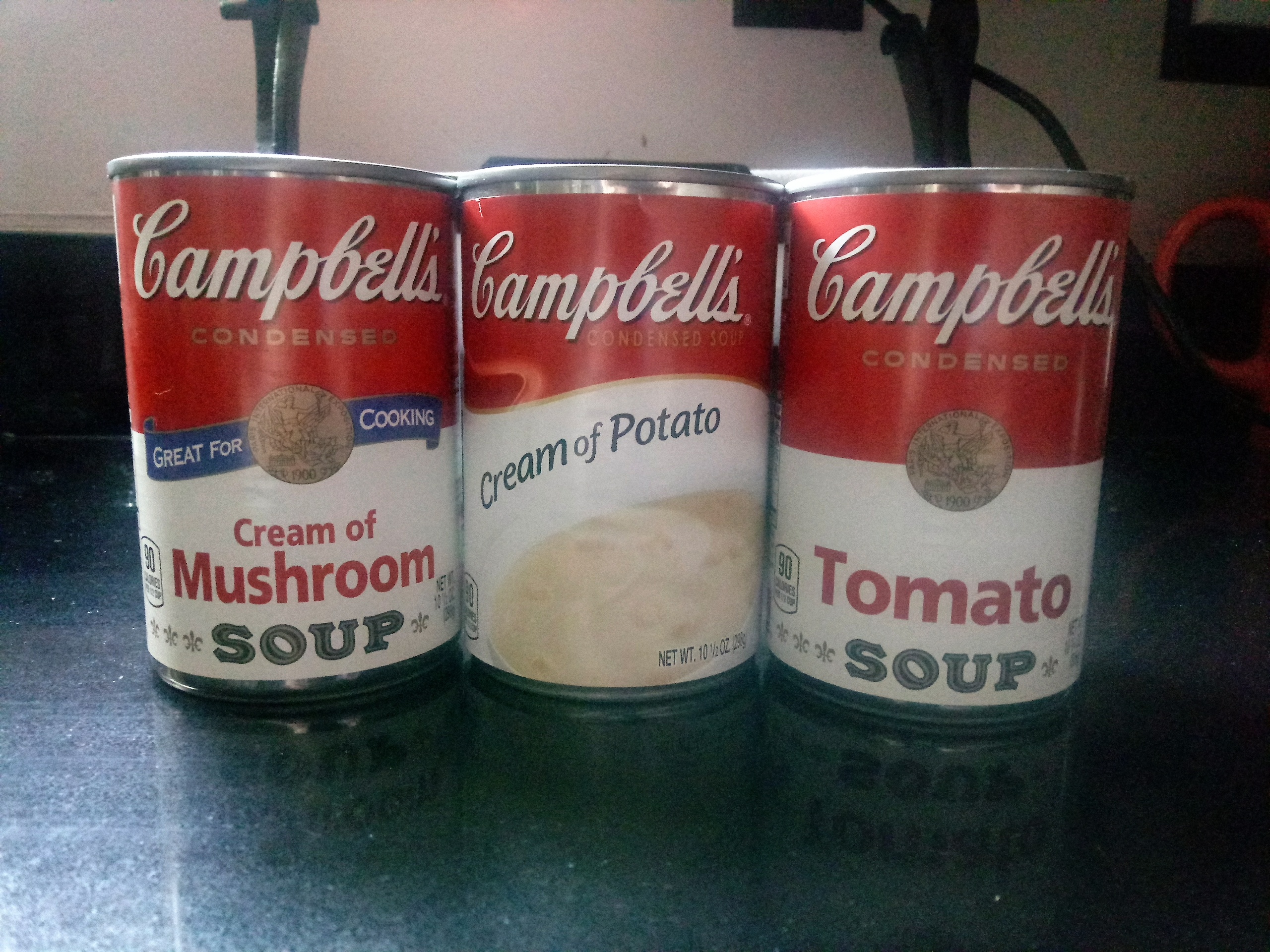
三罐金宝汤

金寶湯公司（Campbell Soup Company；：CPB），於台灣曾命名為湯廚，是當今美国首屈一指的罐頭湯生产商。總部位於新澤西州的肯頓，產品暢銷全球120國家及地區。除了濃縮罐頭湯之外，該公司近年亦開始開拓其他食品市場，例如濃縮食品、非濃縮湯品、即沖湯粉、肉汁等。金寶湯公司也併購了多間美國食品公司。金寶湯曾获2009年9月《商業週刊雜誌》報導之全球第一百大品牌。

## 历史
金寶湯公司於1869年由約瑟·金寶（Joseph Campbell）和亞伯拉罕·安德遜（Abraham Anderson）創辦，開始時生產罐頭番茄、蔬菜、果凍、湯、調味品、肉醬等。後來該公司發明了濃縮罐頭湯，它的製作方便、售價便宜，使得這項產品在原來不流行喝湯的美洲、歐洲，也十分成功。
公司的標誌是非常具特色的紅白色罐頭包裝紙，由1898年沿用至今，並成為1960年代波普艺术大師安迪·沃荷藝術品的靈感。
金寶湯公司的廣告宣傳攻勢也是它成功的其中一個因素。該公司推出過多項收藏品，一般金寶湯食譜不在話下，甚至連「番茄湯蛋糕」食譜、1968年的「Souper Dress」裙子也曾經當過推廣收藏品。美國前總統里根在擔任藝人時，也曾經當過V8蔬菜汁的代言人。
1984年，金寶湯公司於鰂魚涌太古坊康和大廈成立大中華分公司，16年後遷往銅鑼灣利園二期嘉蘭中心7樓，30年後遷回鰂魚涌太古坊，35年後遷到觀塘創紀之城5期。
2005年，綠色和平宣布金寶湯生產的玉米系列「金黃粟米湯」證實含有基因改造大豆蛋白成份，大中華地區部分零收商回收產品。金寶湯亞洲分公司並不否認湯內的基因改造成分，不過歐洲分公司在發給綠色和平總部的另一封信函中卻承諾：在歐洲將「避免使用基因改造原料」。有指這是跨國公司在執行雙重標準。
2012年7月9日金寶湯公司以15.5億美元现金向私募股權公司Madison Dearborn Partners收購胡蘿蔔和果汁製造商Bolthouse Farms
2013年5月23日，金寶湯公司宣佈，已同意收購美國第四大嬰兒食品製造商Plum Organics，但未透露交易價格
2013年6月，金寶湯公司收購丹麥奇新藍罐曲奇有限公司Kelsen Group。
2015年6月10日金寶湯公司以2.31億美元收購美國新鮮食品供應商Garden Fresh Gourme
2017年7月7日金寶湯公司以7億美元現金收購有機湯品公司「太平洋食品」（Pacific Foods）該公司行將併入的金寶美國（Campbell America）簡單食物及飲品業務部門
2017年12月19日金寶湯公司以48.7億美元收購美國第五大健康風味零食生產商Snyder's-Lance，包括債務在內，交易價格為61億美元
2019年4月12日金寶湯以5.1億美元出售新鮮食品品牌Bolthouse Farms予私募基金Butterfly Equiyt完成交易后，金寶湯將完全退出新鮮食品業務
2019年7月16日費列羅斥資3億美元收購金寶湯公司旗下丹麥藍罐曲奇的母公司凱爾森集團（Kelsen Group A.S.）
2019年8月10日金寶湯以22億美元現金出售澳洲餅乾生產商雅樂思（Arnott"s Biscuits Ltd）和金寶湯國際（Campbell International）在澳洲、紐西蘭、印尼、馬來西亞、新加坡、香港和日本等市場的簡餐和零食品牌，以及在澳洲、印尼和馬來西亞的生產業務，包括其品牌的湯、湯料、果汁和即食食品給科爾伯格－克拉維斯－羅伯茨
2019年，马克·A·克劳斯（Mark A. Clouse）成为金宝汤公司的第14位总裁兼首席执行官；同年，金宝汤庆祝成立150周年。

## 旗下著名品牌
- 金寶濃縮湯
- 史雲生
- 滋選湯（SELECT）
- 雅樂思（Arnott's）
- V8蔬菜汁
- 金寶湯餐飲服務
- SpaghettiOs
- Goldfish餅乾
- 琣伯莉餅乾（Pepperidge Farm）
- Snyder's
- Cape Cod天然調味薯片品牌
- Eatsmart蔬菜零食
- kettle薯片
- Pacific Foods
- Plum Organics
- Prego特式意粉醬品牌
- 戴蒙德食品（DMND）